# Джалляб
Джалляб — (арабською: جلاب / транскрипція: jallāb) — популярний на Близькому Сході вид сиропу.
Спосіб його приготування залежить від конкретної країни та традицій, але найчастіше він готується з фініків, плодів ріжкового дерева, виноградної меляси і трояндової води. Джалляб найбільше популярний в Сирії, Палестині та Лівані. Найчастіше він готується з меляси та специфічних штучних барвників, одержуваних шляхом копчення ладану. Джалляб, як правило, подається з кубиками льоду, кедровими горішками та родзинками.